# RSX-11
RSX-11 ist eine Familie von Echtzeitbetriebssystemen, hauptsächlich für die PDP-11-Computer der Firma Digital Equipment Corporation (DEC), die in den späten 1970er und frühen 1980er Jahren sehr verbreitet waren.
RSX steht für Resource Sharing EXecutive, 11 bezieht sich auf PDP-11. Resource Sharing Executive heißt auf Deutsch in etwa Ausführungseinheit für gemeinsame Ressourcenverwendung.
Der von Dennis J. Brevik entwickelte Vorläufer hatte eine höhere Versionsnummer – das System hieß RSX-15 (ursprünglich DEX-15 für Digital's EXecutive for the PDP-15) und erschien 1970.
Entwickelt in erster Linie als Prozessrechner, war die RSX-Familie auch sehr beliebt für Programmentwicklung und technisch-wissenschaftliche Berechnungen.
Das RSX-11 existierte in verschiedenen Ausprägungen:
- RSX-11/D -- das Original aus dem Jahre 1972, eingesetzt als Betriebssystem der PDP-11 und auch als Boot-Rechner für die großen DECsystem10 und DECsystem20.
- RSX-11M -- ein Mehrbenutzersystem, verbreitet auf allen PDP-11-Systemen.
- RSX-11M-Plus -- eine stark erweiterte Version von RSX-11M, ursprünglich zur Unterstützung der Mehrprozessormaschine PDP-11/74 entwickelt, ein System, welches nie ausgeliefert wurde. RSX-11M-Plus war weit verbreitet als Standard-Betriebssystem der PDP-11/70. Es enthielt erstmals die DCL (Digital Command Language).
- RSX-11-S -- eine speicherresidente Version, eingesetzt in Echtzeitanwendungen.
- Micro/RSX -- eine reduzierte Version, implementiert speziell für die Micro PDP-11, einem kostengünstigen Mehrbenutzersystem in einer Box, einfach zu installieren, keine Betriebssystemgenerierung und einer speziell aufbereiteten Dokumentation.

David N. Cutler war der Chef-Entwickler all dieser Systeme.
Bei RSX-11 erstmals umgesetzte Prinzipien wurden später in DECs VMS und Microsofts Windows NT fortgeführt.

„RSX was a separate path at DEC and the progenitor more than anything of VMS that went to NT via Dave Cutler.“